# فرید سعادتمند
فرید سعادتمند (زاده ۱ اردیبهشت ۱۳۵۵ در یزد) موسیقی‌دان؛ آهنگساز و نوازنده ایرانی است. از وی تا کنون آلبوم‌ها و قطعات متعددی منتشر شده است.

## زندگی‌نامه
فرید سعادتمند در شهر یزد محله فهادان به دنیا آمد. و تحت حمایت‌ها و راهنمایی‌های پدرش حسین سعادتمند که تسلط به موسیقی آوازی ایران داشت موسیقی را آغاز کرد. او نوازندگی سنتور و تئوری موسیقی را زیر نظر مسعود آرامش آموخت که این آموزش منجر به ورود وی به دنیای آهنگسازی شد. سعادتمند همزمان تحصیلات خود را در رشته مهندسی معدن ادامه داد تا توانست فارغ‌التحصیل شود. آشنایی وی با مجید انتظامی، نقطه عطفی در زندگی او بود چراکه انتظامی کمک قابل توجهی به او در راه تعلیم موسیقی فیلم و آهنگسازی کرد. فرهاد فخرالدینی، هوشنگ کامکار، امیر معینی، کامبیز روشن‌روان و لوریس هویان نیز از دیگر استادان وی بودند.

## آثار
از او آلبوم و قطعات متعددی منتشر شده است. برخی از آن‌ها عبارتند از:
- آهنگساز سریال برادرجان[۴]
- آهنگساز سریال ارمغان تاریکی[۵]
- آهنگساز سریال پروانه
- آهنگسازی آلبوم حالا که می‌روی[۶]
- آهنگسازی قطعه سرو زیر آب مربوط به تیتراژ فیلم سرو زیر آب با صدای سالار عقیلی[۷]
- آهنگسازی قطعه «داغ نهان» با صدای محمد اصفهانی[۸]
- آهنگسازی قطعه «چه بگویم» با صدای سالار عقیلی[۹]
- آهنگساز فیلم سینمایی دلبری[۱۰]
- آهنگساز سریال بازی نقاب‌ها[۱۱]
- آهنگسازی فیلم سینمایی تروا[۱۲]
- آهنگسازی سریال نفس[۱۳]
- آهنگسازی فیلم سینمایی آبی روشن[۱۴]
- آهنگسازی فیلم سینمایی منطقه پرواز ممنوع[۱۵]
- آهنگسازی قطعهٔ «فتح قریب» با صدای محمد اصفهانی[۱۶]
- آهنگسازی قطعهٔ «به نگاهی» با صدای محمد اصفهانی[۱۷]
- آهنگسازی قطعهٔ «امانت عشق» با صدای محمد اصفهانی[۱۸]